# Ruy Lopez (rivista)
La rivista Ruy Lopez nacque a Barcellona nel giugno 1896 in lingua spagnola. Dal gennaio 1898 il mensile diventa bilingue e viene stampata per metà in spagnolo e per metà in italiano. La parte italiana, che si alterna tra la prima e la seconda metà della rivista ad ogni numero con quella spagnola, era curata da Augusto Guglielmetti che ne fece l'organo ufficiale dell'Unione Scacchistica Italiana nata quello stesso anno.
La rivista proseguì per tutto il 1899 quando cessò le pubblicazioni. Ad essa si ispirò la Rivista Scacchistica Italiana che in ordine di tempo ne costituisce la continuazione.